# Settimo San Pietro
Settimo San Pietro (Sètimu in sardo) è un comune italiano di 6 958 abitanti , della città metropolitana di Cagliari in Sardegna.

## Origini del nome
Il nome è di origine romana e proviene dall'espressione Septimo ab urbe lapide, che si riferiva alle sette miglia che separavano il centro abitato da Cagliari.

## Storia

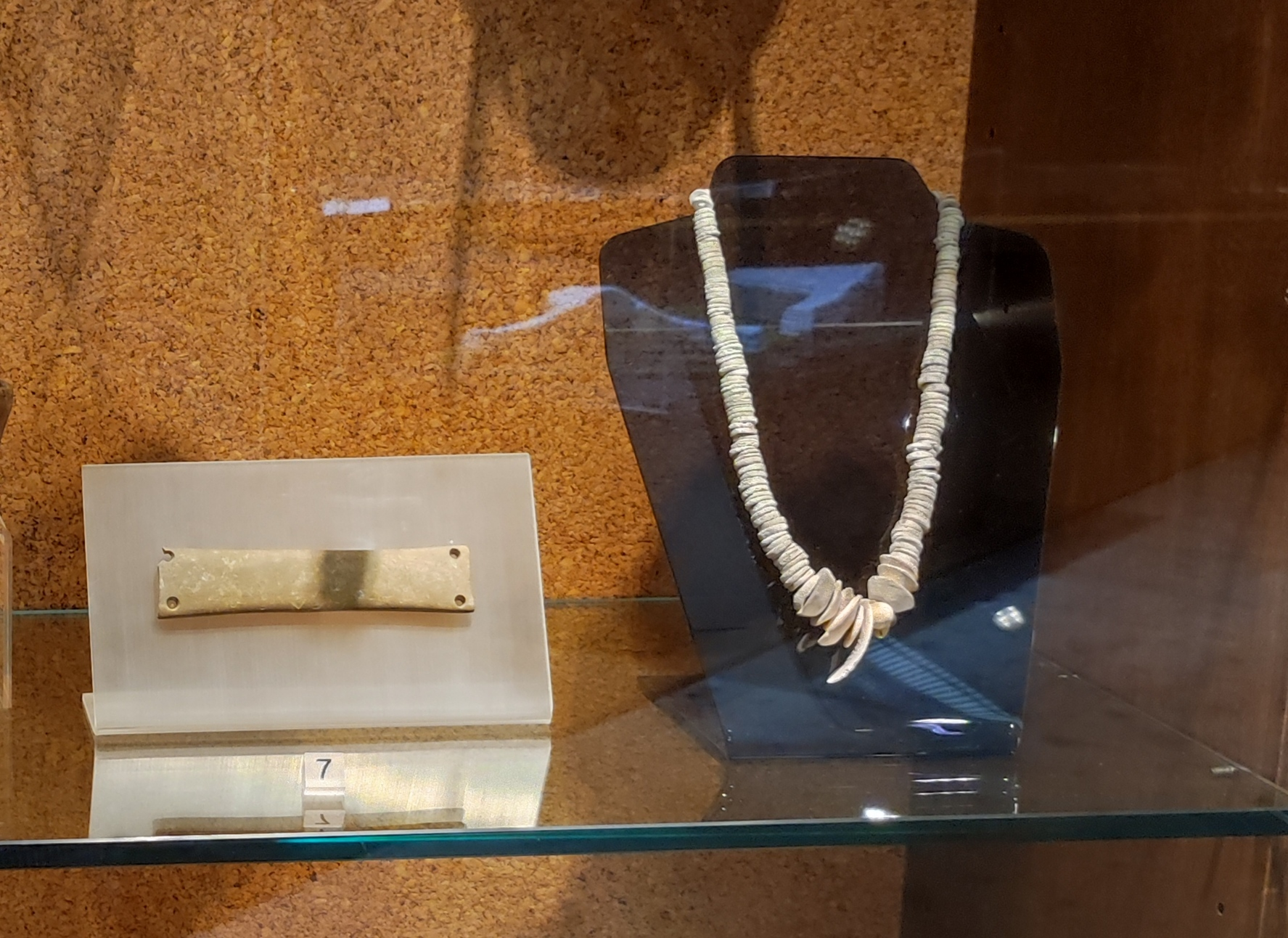
Oggetti della cultura di Bonnanaro (brassard e collana) da Cuccuru Nuraxi

Le tracce più antiche di frequentazione umana risalgono al Neolitico. Durante l'età del bronzo si diffuse nel territorio la civiltà nuragica; in questo periodo venne costruito il complesso di "Cuccuru Nuraxi".
Più tardi, con l'arrivo dei Romani, il territorio venne dotato di monumenti e servizi. Nel 1880 venne ritrovato nei pressi del paese un acquedotto risalente all'epoca romana.
Nel medioevo appartenne al giudicato di Cagliari, nella curatoria del Campidano di Càlari, e, dopo la caduta di quest'ultimo nel 1257, entrò a far parte dei possedimenti d'oltremare della repubblica di Pisa. Nel 1324 il paese passò al regno di Sardegna aragonese e fu infeudato a Berengario Carroz. Nel 1363 venne creata la Contea di Quirra, infeudata ai Carroz, in cui entrò a farvi parte anche la villa di Settimo.
Nel 1603 la contea fu trasformata in marchesato, e dai Carroz passò ai Centelles. Successivamente la signoria passò agli Osorio de la Cueva, che la tennero fino all'abolizione del feudalesimo (1839) quando fu riscattato all'ultimo feudatario Filippo Osorio. Divenne perciò un comune libero, amministrato da un sindaco e da un consiglio comunale.

### Simboli
Il gonfalone municipale è un drappo troncato di giallo e di azzurro.

## Monumenti e luoghi d'interesse

### Architetture religiose

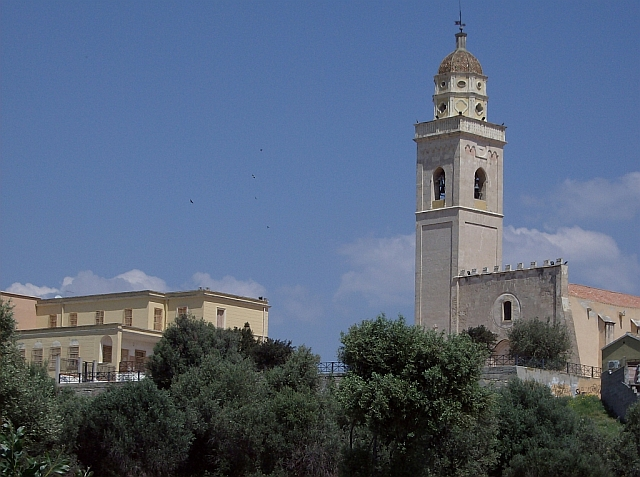
Chiesa di San Pietro

- Chiesa di San Pietro, parrocchiale eretta tra il XV e il XVIII secolo.
- Chiesa romanica di San Giovanni Battista.
- Chiesa campestre di San Pietro in vincoli.

### Siti archeologici
- Complesso nuragico "Cuccuru Nuraxi".
- Domus de janas S'acqua 'e is dolus.

## Società

### Evoluzione demografica
Abitanti censiti

### Etnie e minoranze straniere
Al 31 dicembre 2019 a Settimo risiedevano 54 cittadini stranieri, pari al 0,8% della popolazione totale. Le nazionalità straniere più numerose sono:
- Romania 14
- Marocco 7
- Polonia 4

### Lingue e dialetti
La variante del sardo parlata a Settimo San Pietro è il campidanese comune.

## Economia
L'attività economica principale è l'agricoltura, che viene praticata soprattutto grazie alle pianure fertili. Nella zona abbondano i vigneti e i mandorli.

## Amministrazione
| Periodo         | Periodo         | Primo cittadino   | Partito                             | Carica  | Note  |
| --------------- | --------------- | ----------------- | ----------------------------------- | ------- | ----- |
| 23 aprile 1995  | 16 aprile 2000  | Massimo Pusceddu  | sinistra                            | Sindaco | [ 4 ] |
| 16 aprile 2000  | 8 maggio 2005   | Massimo Pusceddu  | sinistra                            | Sindaco | [ 5 ] |
| 8 maggio 2005   | 30 maggio 2010  | Costantino Palmas | lista civica                        | Sindaco | [ 6 ] |
| 30 maggio 2010  | 31 maggio 2015  | Costantino Palmas | lista civica "Settimo Progressista" | Sindaco | [ 7 ] |
| 31 maggio 2015  | 26 ottobre 2020 | Gian Luigi Puddu  | lista civica "Settimo Progressista" | Sindaco | [ 8 ] |
| 26 ottobre 2020 | in carica       | Gian Luigi Puddu  | lista civica "Settimo Progressista" | Sindaco | [ 9 ] |